# Last Word (Cocktail)

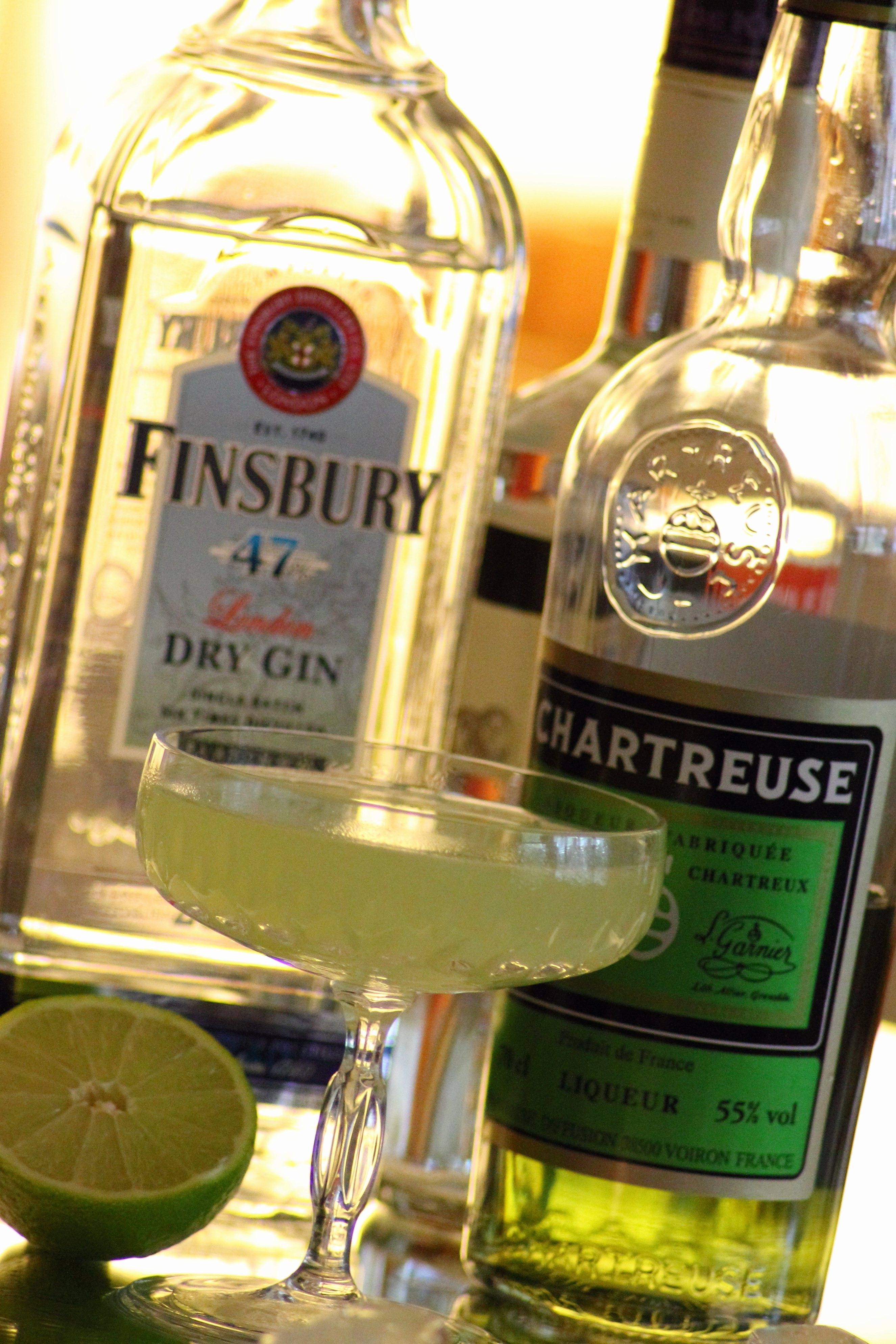
Last Word mit typischen Zutaten

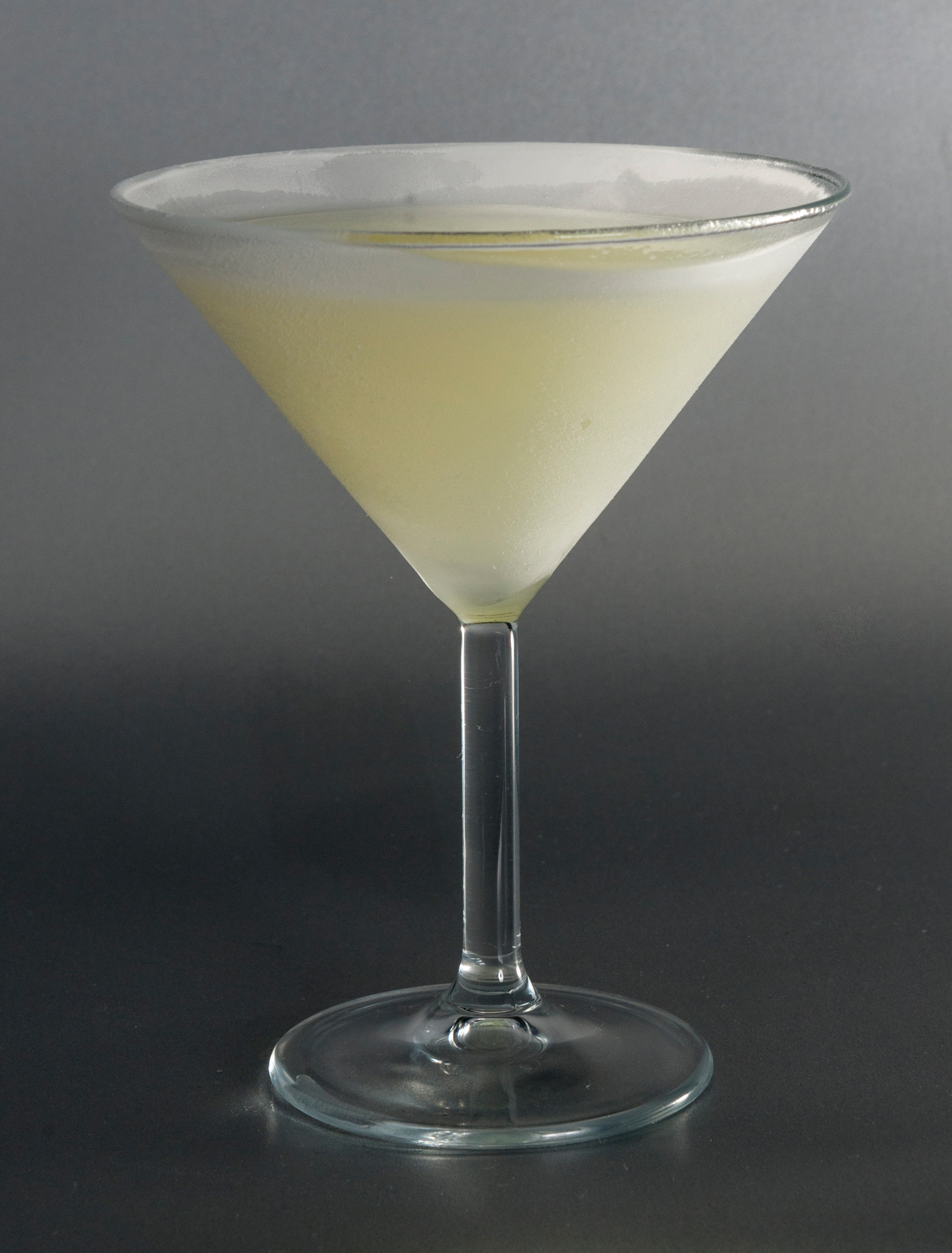
Last Word in einer gefrosteten Martinischale

Last Word (auch: The Last Word, englisch für „Letztes Wort“) ist ein Cocktail auf Basis von Gin, grünem Chartreuse und Maraschino. Der Cocktail wurde in den 1910er Jahren vor der Prohibitionszeit in Detroit kreiert, und geriet danach in Vergessenheit. 2003 wurde The Last Word in Seattle wiederentdeckt, und verbreitete sich von dort international. Wegen des Orts der Wiederentdeckung und seiner blassgrün-milchigen Farbe gilt The Last Word als „definitiver Seattle-Cocktail“ – der Spitzname der Stadt mit dem nebligen und verregneten Klima ist „Emerald City“, also Smaragdstadt.

## Zubereitung und Varianten
Die Spirituosen Gin, Chartreuse und Maraschino werden mit Limettensaft zu gleichen Teilen in einen mit Eiswürfeln gefüllten Cocktail-Shaker gegeben und kräftig geschüttelt. Amerikanische Mixrezepte geben meist 3/4 fl. oz. (= 2,2 cl) für jede der vier Zutaten an, in metrischen Rezepten wird 2 cl pro Zutat angegeben. Manche Rezepte reduzieren den Maraschinolikör auf 1,5 cl, andere empfehlen gelben statt grünen Chartreuse, jeweils um das Vorschmecken der betreffenden Zutat zu vermeiden. Nach dem Shaken wird der Cocktail mit einem Barsieb in eine vorgekühlte Cocktailschale mit Stiel abgeseiht, wobei das Eis im Shaker zurückbleibt. Garniert wird manchmal mit einer Cocktailkirsche, alternativ mit einer Limettenscheibe am Rand. Oft wird auf eine Garnitur auch verzichtet.
Varianten entstehen durch den Austausch von einzelnen Zutaten. Dabei wird allerdings fast immer der grüne Chartreuse beibehalten, der durch Farbe und Kräutergeschmack den Cocktail prägt. Varianten sind:
- The Final Ward, mit Rye Whiskey anstatt Gin und mit Zitronensaft anstatt Limettensaft. (2007 von Phil Ward kreiert, damals Bartender in Death & Co. in Manhattan.)[3]
- Dernier Mot, mit Rhum Agricole (einem westindischen Rum aus Zuckerrohrsaft) anstatt von Gin.[3]

In anderen Varianten wird anstatt Gin Genever, Mezcal oder Arrak verwandt.

## Geschichte

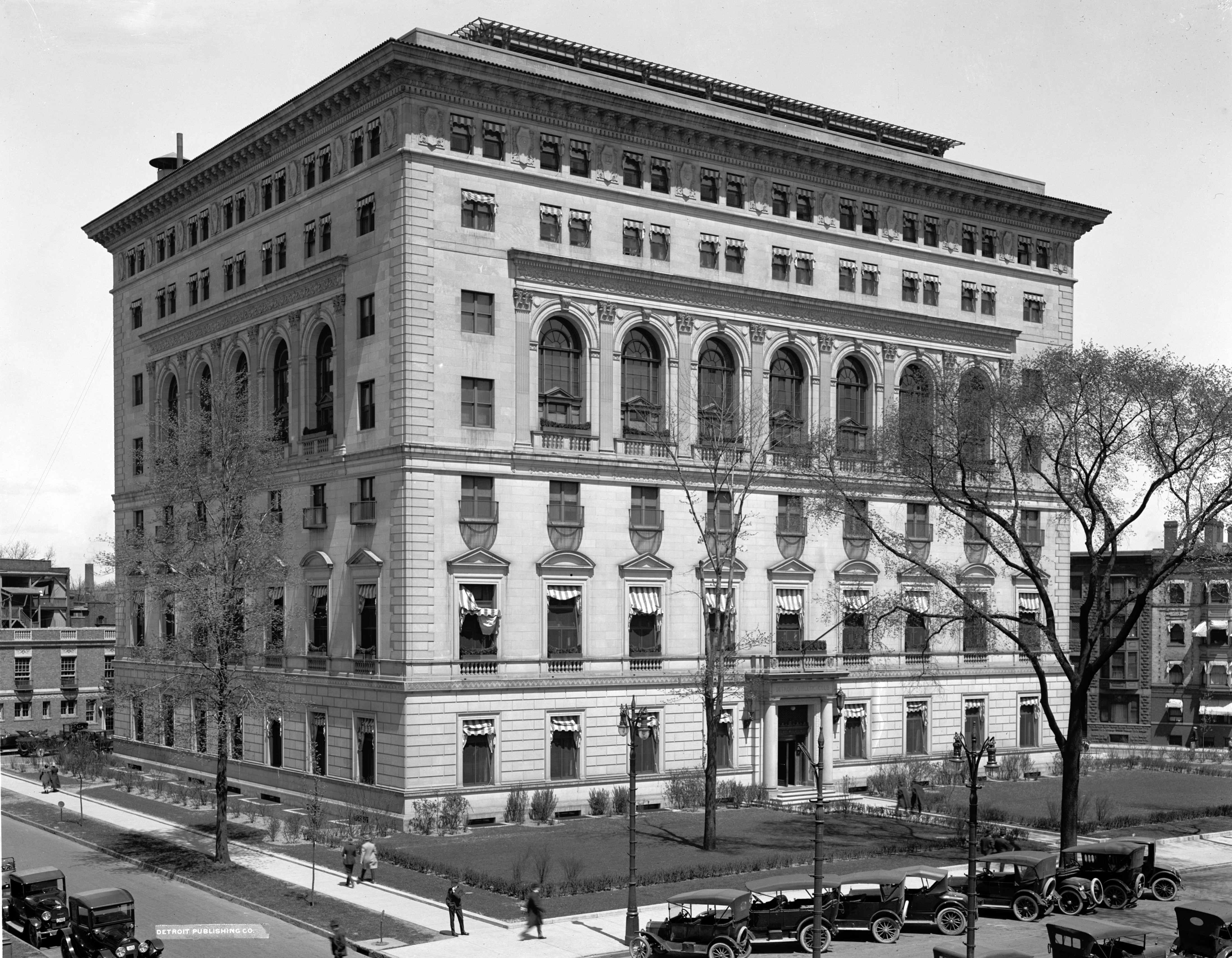
Der Detroit Athletic Club zur ungefähren Entstehungszeit des Cocktails

Das Rezept für den Last Word-Cocktail wurde erstmals 1951 durch Ted Saucier publiziert, den Pressechef des Waldorf-Astoria. Saucier nahm das Rezept in seinen künstlerisch illustrierten Cocktailklassiker Bottoms Up! auf, dort findet sich die folgende Beschreibung:

„Courtesy, Detroit Athletic Club, Detroit
 "This cocktail was introduced around here about thirty years ago by Frank Fogarty, who was very well known in vaudeville. He was called the ‘Dublin Minstrel,’ and was a very fine monologue artist."
“

Nachforschungen in den Archiven des Detroit Athletic Club ergaben, dass auf einer Getränkekarte des Klubs aus dem Jahre 1916 ein Last Word Cocktail angeboten wurde. Ebenso stellte sich heraus, dass Fogarty den Klub im Dezember 1916 besucht hatte, als der Cocktail bereits auf der Getränkekarte stand. Allerdings fand man weder ein Rezept des Cocktails noch irgendwelche Informationen die Fogarty mit ihm in Verbindung brachten.
Diese Sachlage führte zu unterschiedlichen Interpretationen bezüglich der Rolle Fogartys. Einige nehmen an, dass er den Cocktail 1916 in Detroit kennenlernte und anschließend in New York bekannt machte. Andere dass Fogarty den Cocktail während seiner Gastspiele in Detroit erfunden hatte oder aufgrund der Rezitationen in seinen Auftritten lediglich dessen Namen inspirierte.
Die Geschichte des Cocktails während der Prohibition ist unklar, ebenso scheint er in der Nachkriegszeit, abgesehen von der Beschreibung in Sauciers Buch, weitgehend in Vergessenheit geraten zu sein und auch im Detroit Athletic Club wurde er bis zu seiner Wiederentdeckung in Seattle für eine lange Zeit nicht mehr angeboten.
2003 fand der Barkeeper Murray Stenson vom Zig Zag Café in Seattle auf der Suche nach neuen Drink-Ideen das Rezept in Sauciers Buch, fing an, es zu servieren und verursachte dadurch die Wiederentdeckung des Cocktails. Stenson wurde unter Erwähnung von The Last Word 2007 von Playboy auf die Top Ten der Barkeeper in den USA gesetzt.
Am 20. Mai 2011 führte die Moderatorin Rachel Maddow in ihrem politischen Magazin The Rachel Maddow Show des Nachrichtensenders MSNBC die Zubereitung dieses Cocktails unter dem Motto „last word for the end of the world“ als ironische Anspielung auf die Vorhersagen des christlichen Predigers Harold Camping und die MSNBC-Nachrichtensendung The Last Word with Lawrence O'Donnell, die detailliert über Campings Vorhersagen berichtete, vor. Camping sagte für den 21. Mai 2011 den sogenannten rapture day voraus, dem dann am 21. Oktober desselben Jahres der Weltuntergang folgen sollte.